# 限韓令
→
限韓令（げんかんれい、中国語: 限韩令、朝鮮語: 한한령）、ないし、禁韓令（きんかんれい、中国語: 禁韩令、朝鮮語: 금한령）は、2016年に大韓民国がTHAADミサイルの配備決定を公表して以降に、中華人民共和国がとった様々な報復措置とされる方策のうち、特に韓流文化への規制を指して、おもに韓国のメディアが用いる表現。韓流禁止令と称されることもある。また、中国人観光旅行客の韓国への渡航を規制する方策が、この表現で言及されることもある。
このような措置は、2017年秋の段階でも継続していたが、具体的に何らかの包括的な法令なり命令が公にされているわけではなく、中国側は、報復措置として行なわれた行為とは認めていない。2018年3月に中国の習近平国家主席（党総書記）の特使として訪韓した楊潔篪党政治局員兼党中央外事工作委員会弁公室主任（楊は3月19日まで外交担当国務委員であった）はTHAAD配備への制裁解除を事実上表明したが、その以降でも観光・文化分野の交流はTHAAD配備事件以前のレベルに達しておらず、中国政府による韓国人の芸能活動ビザ発給拒否などの個別事案も発生した。

## 限韓令解除と「三不（3つのノー）」の誓約
2016年7月8日、韓国国防省と在韓米軍がTHAADミサイルを在韓米軍に配備することを最終的に決定したと発表したことに対し、中国政府は「強烈な不満と断固とした反対」を示し、中国で限韓令と呼ばれる反韓政策が勃発し、韓中関係が急速に冷え込んだ。2017年10月、韓国政府は事態を鎮静化させるため、「アメリカのミサイル防衛（MD）システムに参加しない」「THAADミサイルを追加配備しない」「韓米同盟を韓米日三国同盟にしない」といういわゆる「三不（3つのノー）」を中国政府に誓約した。これに対して『朝鮮日報』は、「国の主権はもちろん、将来の軍事主権の侵害まで認めた国家的な恥さらし」「中国に安全保障の主権を差し出す衝撃的な譲歩」「自国の安全保障政策まで縛られるという異常な状態」「自らの手足を鎖で縛るような合意に応じる国は世界のどこにもない」「なぜ自分たちを守る武器の追加配備はしないなどと第三国と約束するのか。米国のMD参加や他国との軍事同盟もわれわれ自ら決めることであり、中国の許可を受けるべきいわれなどない」「この主権放棄だけは必ず撤回しなければならない」「中国から経済報復を受けることを恐れて極度に顔色をうかがっているのだ。中国が経済報復をすれば中国国内でも必ず損害が発生する。経済報復を恐れて主権を譲り渡してしまえば、次は屈従段階に入る」「習主席は米国のトランプ大統領に『韓半島は中国の一部だった』という妄言まで口にした。それが彼らの本心だ」と猛反発している。文在寅大統領は中国に誓約した「三不（3つのノー）」の合意をレトリックではなく、実際に誠実に遵守・履行しており、「中国の走狗」の役割に忠実であるという評価があり、2017年9月の国連総会での韓国・アメリカ・日本の首脳らによる午餐の際、文在寅はトランプ大統領と安倍晋三首相の面前で「日本は我が国の同盟国でない」（＝韓・米・日の軍事同盟の不可）と宣言し、2017年11月11日に開始された原子力空母を3隻を投入した日本海での韓国軍と米軍による合同演習でも、中韓の合意である「三不（3つのノー）」の一つである「日米韓の安全保障協力を軍事同盟に発展させない」に基づき、日米韓3か国による演習は拒否して日米と米韓で共同訓練を分けることを決定した。
2017年12月13日、文在寅大統領は中国を国賓として公式訪問したが、同年に訪中したフィリピンのドゥテルテ大統領やアメリカのトランプ大統領への厚遇と比較して、冷遇されたと報じられた。2017年12月15日、北京大学で講演した文在寅大統領は、「韓国も小さな国ではありますが、その夢（中国の夢）を共にします」「中国の夢が中国のみの夢でなく、アジア、ひいては全人類が共に夢見るものとなることを望みます。韓国もその夢を共有するでしょう」と語り、中国を「大きな峰」と称え、韓国を「小さな国」と頻繁に強調したが、『朝鮮日報』は、中国政府からぞんざいに扱われ、意図的な冷たい仕打ちを受けているのに、自らを卑下していると批判しており、鈴置高史は「覇権主義を隠さなくなった中国におべっかを使ったのです」と評している。このような文在寅大統領の中国への「ごますり」にも関わらず、2017年12月26日『ウォール・ストリート・ジャーナル』は、「2017年12月20日に中国政府が北京と山東省に限り部分的に解除した限韓令が復活している」と報じており、「これらの騒動は文大統領の訪中終了後に起きたものであり、外部からは同大統領の訪中効果を疑問視する見方も出ている」「両国関係には改善の兆しが見られるものの、構造的な矛盾はまだ解決されておらず、衝突はたびたび起きている」と報じている。
限韓令を解除させるために韓国政府は中国政府に「三不（3つのノー）」を誓約したものの、『朝鮮日報』は、「三不（3つのノー）」を誓約してから2年が過ぎた2019年11月現在でも、産業、観光、公演、ゲームなどほぼ全ての分野で限韓令が続いており、実際は経済的報復をやめさせることができないばかりか、韓国の安全保障政策まで縛られるという異常な状態が続いていると指摘している。
中国が高圧的態度でこのような措置を取るのは、「大国（中国）は小国（韓国）をのぞき見してもかまわないが、小国は大国をのぞき見してはならない」という中華思想の発露という指摘があり、2017年に中国は、THAADの慶尚北道星州郡配備に先立ち、韓国に対して「小国が大国に対抗してもよいのか? 配備されれば断交水準の苦痛を覚悟すべきだろう」と韓国を脅している。韓国のTHAADの探知距離は800キロしかないが、日本の京都府と青森県に配備されているAN/TPY-2レーダーの探知距離は4000キロであり、中国の大部分を探知しており、中国は日本の京都府と青森県に配備されているAN/TPY-2レーダーが朝鮮半島を越えて、中国内陸部まで監視していることは、沈黙しながらも、韓国のTHAAD配備のみ強く反対し、限韓令を発動している。実際、2017年4月3日『人民日報』は「韓国のTHAAD配備が引き起こす混乱がおさまらない状態で日本まで続いている」としながらも、「日本のTHAAD配備は、韓国とは性質が違う」と報じており、『人民日報』のインタビューで中華人民共和国外交部傘下の外交学院の周永生教授は、「日本は自発的にTHAADを導入するものであり、実際に日本の自衛隊の軍事防衛能力を高めようとするもの」「日本のTHAADは防御のための盾」と述べており、韓国のTHAAD配備には強く反対し、限韓令を発動する一方で、日本のTHAAD配備は認めるというダブルスタンダードを取っている。

## テレビ・ドラマの放送中止
中国でも韓流テレビ・ドラマは人気であったが、THAAD配備計画の発表後、放送の中止などが広がり、ほとんど放送されなくなったという。

## 韓国芸能人のメディアへの露出の制限
2016年秋以降、中国は韓国芸能人のメディアへの露出の制限したとされ、中国での活動のためにビザの申請をした韓国人芸能人へのビザ発給が拒まれて活動ができなくなるなどの事例が起こった。韓国では、2016年11月以降、北京市のステージに立った韓国人ミュージシャンはいないと2017年1月に報道された。
その後も、地方都市で小規模なライブが認められた例はあるものの、EXOが2017年1月に南京市で予定していた1万人規模のコンサートが延期とされるなど、大規模なコンサートは抑制されているものとみられている。
近年、BTSやBLACKPINKやTWICEなどのように世界規模で活動する韓国の音楽グループがあるが、何れも中国内での活動はほとんど行っていない。

## 韓国内における訴訟
中国における韓国芸能人の活動が事実上規制されたことを受け、韓国では、中国におけるプロモーション活動をめぐって芸能プロダクションの間で訴訟が起こった。2017年1月30日に下された判決の中で、ソウル中央地裁は、「この事実と原告の証拠だけでは、戦争や自然災害など当事者らの合理的な支配を超える事件の発生や、法令・政府の規制で該当グループの中国での芸能活動が不可能になったとは認められない」とする判断を示した。

## 影響
限韓令が取りざたされるほどの中韓関係の悪化、文化交流の後退の結果、韓国の芸能産業が中国市場に代わって日本市場をより強く意識するようになっている、という見方もある。
他方では中国では、韓国ドラマなど韓流コンテンツの流通が大幅に減少した後を受けて、日本のアニメの人気が高まったとも報じられた。
中国政府がTHAAD配備に対して反対の声を高めているなかで、中国民間企業も韓国に対する報復を率先しており、2017年3月14日、あるオンライン・コミュニティに、中国のあるホテルの入り口を撮影したという説明とともに写真2枚が掲載され、ホテルの入り口と見られる場所に大韓民国の国旗が敷かれて、国旗を踏まないことにはホテル内に入ることができないようになっており、旗には中国語で「踩死韓国棒子（韓国の奴らを踏み殺そう）」と記されていた。また別の写真には、建物入り口の横に掲げてある営業中という案内とともに「棒子与狗不得入内!（犬と韓国人は無断出入を禁ず）」という内容の案内も添えられていた。

## 限韓令の緩和
2022年11月15日に行われた韓中首脳会談において、韓国大統領の尹錫悦が中国共産党総書記兼中国国家主席の習近平に対し、尹が文化・人的交流の重要性や意思疎通の必要性を強調し、習も尹の主張に同意した。この首脳会談によるものかは不明だが、後日、中国の動画配信サービスにおいて、韓国映画の配信が6年ぶりに再開したことが同月22日に明らかになった。
また、2023年8月には中国政府が自国民の韓国を含む海外への団体旅行再開を決定し、2023年11月から済州島行きのチャーター機が運航予定で、中国政府による韓国行き団体旅行禁止措置から約6年ぶりに中国人観光客の訪韓が本格的に再開することになった。